# Mszczonów
Mszczonów – miasto w Polsce, w województwie mazowieckim, w powiecie żyrardowskim, położone nad rzeką Okrzeszą, na Mazowszu, siedziba gminy miejsko-wiejskiej Mszczonów. Odległe od Warszawy o 45 km.
Był miastem królewskim Korony Królestwa Polskiego w starostwie mszczonowskim w ziemi sochaczewskiej województwa rawskiego w 1792 roku. W latach 1975–1998 miasto administracyjnie należało do województwa skierniewickiego.
Miasto leży na skrzyżowaniu drogi ekspresowej S8 (część trasy europejskiej E67, niegdyś droga krajowa nr 8) z drogą krajową nr 50, ok. 18 km od autostrady A2.
Według danych z 31 grudnia 2022 miasto miało 6024 mieszkańców.

## Historia
Pierwsza wzmianka o Mszczonowie pojawia się w 1245 roku na dokumencie wystawionym przez mazowieckiego księcia Konrada I. Prawa miejskie Mszczonów posiada co najmniej od 1377 r. z nadania księcia mazowieckiego Ziemowita III. Mszczonów do wieku XIV był własnością książęcą i znajdował się w nim niewielki dwór myśliwski, w którym książę zatrzymywał się na czas polowań. Od poł. XVI w. własność Radziejowskich, a następnie Prażmowskich. Od czasu wojny ze Szwecją w latach 1655–1657 do upadku Rzeczypospolitej w 1795 Mszczonów w zasadzie nie rozwijał się. Pewne oznaki ożywienia wystąpiły pod koniec XVIII wieku. W I poł. XIX wieku Mszczonów należał do najludniejszych miast na zachodnim Mazowszu. W latach 1800 i 1862 w Mszczonowie miały miejsce wielkie pożary, w których spłonęła większość budynków. Na los Mszczonowa wpłynęła także decyzja Namiestnika Królestwa z 1845, w wyniku której linia kolejowa z Warszawy do Wiednia ominęła miasto. Odbudowane po 1862 miasto posiadało uregulowaną siatkę ulic, powstały garbarnie i fabryka zapałek (założona w 1879).

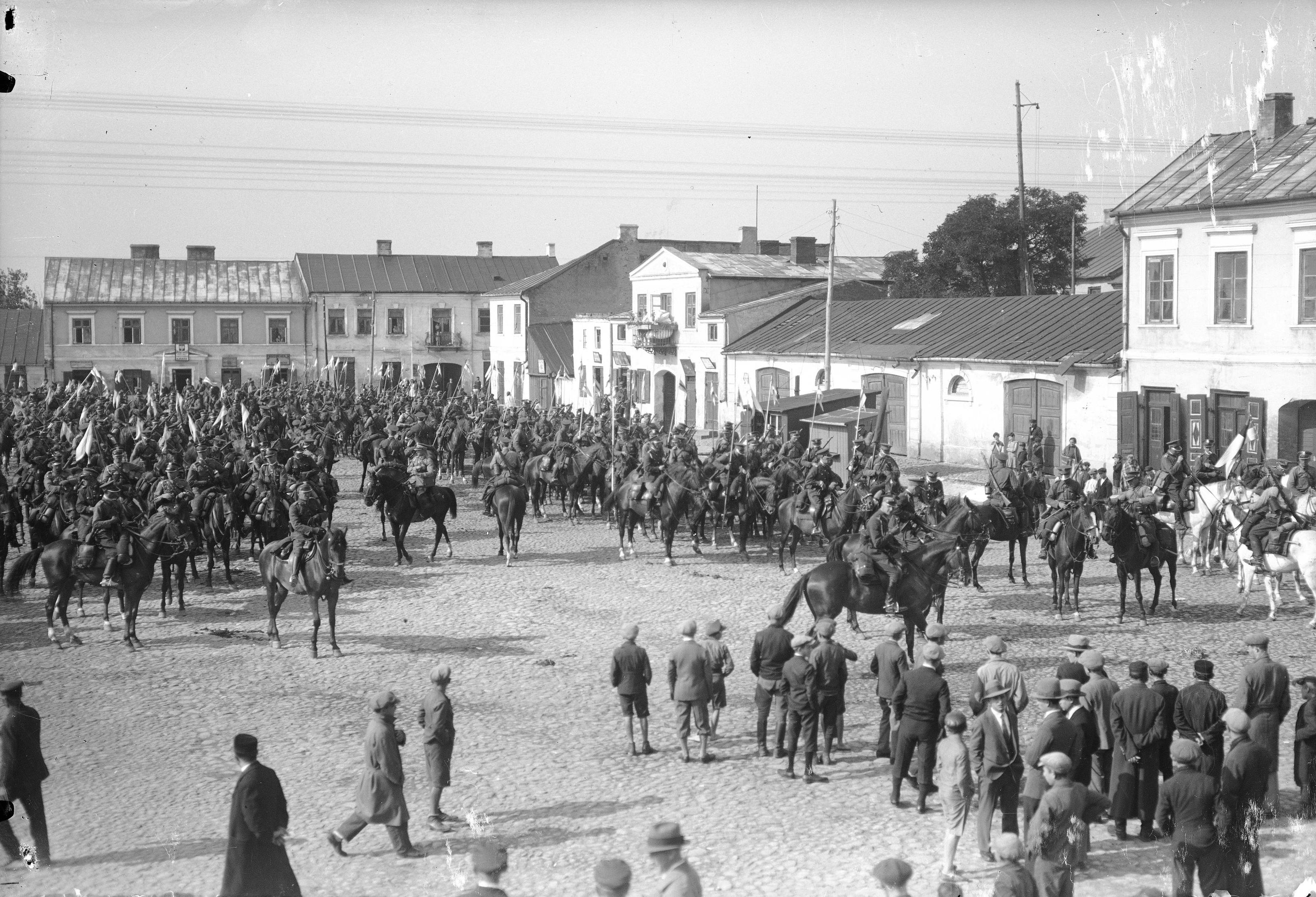
1 Pułk Szwoleżerów w Mszczonowie w 1930

W momencie wybuchu I wojny światowej Mszczonów zamieszkiwało ponad 8 tys. mieszkańców. Po okresie I wojny światowej spadła liczba ludności.
Kolejną tragedią była II wojna światowa. W czasie działań wojennych we wrześniu 1939 miasto zostało zbombardowane przez lotnictwo niemieckie. W czasie kampanii wrześniowej 1939, 8 września 1939 żołnierze niemieccy rozstrzelali 2 polskich jeńców. Tego samego dnia rozstrzelano dalszych 11 jeńców (8 w mundurach, a 3 po cywilnemu), zbrodni dokonała niemiecka 4 Dywizja Pancerna XVI Korpusu 10 Armii. 11 września 1939 wycofujący się przed atakującymi Niemcami z przedpola Sieradza i linii Warty 31 Pułk Strzelców Kaniowskich pod dowództwem ppłk Wincentego Wnuka, dokonał kontrataku na znajdujące się już w Mszczonowie oddziały Wehrmachtu. Starcie zakończyło się zwycięstwem Polaków i kompletnym rozbiciem oddziałów niemieckich. Zniszczono niemieckie czołgi i samochody, wozy z zaopatrzeniem. Po zwycięstwie pułk wycofał się z miasta. Jeszcze tego samego dnia wrócili do miasta Niemcy i w odwecie je spalili (zniszczono około 80% zabudowy). Ponadto dokonali licznych egzekucji – m.in. rozstrzelali burmistrza Aleksandra Tańskiego, księdza proboszcza Józefa Wierzejskiego i lekarza Stanisława Zarachowicza. Zastrzelili też ks. Władysława Gołędowskiego, wikariusza parafii w Mszczonowie i kapelana miejscowego hufca ZHP w trakcie opatrywania rannego.
Do aktywizacji gospodarczej miasta przyczyniła się uruchomiona w latach 1953–1954 linia kolejowa do Skierniewic i Pilawy. W latach 1962–1964 wybudowane zostały Zakłady Produkcji Kruszywa Lekkiego, które produkowały jako jedyne w kraju keramzyt. Od utworzenia w 1972 gminy Mszczonów, miasto rozwija się dynamicznie jako prężnie działający ośrodek logistyczno-przemysłowy, szczególnie zaś od lat 90. wraz z nasileniem transportu drogowego.
W latach 70. oddano do użytku obwodnicę miasta w ciągu ówczesnej drogi państwowej nr 16 i drogi międzynarodowej E82 Warszawa – Piotrków Trybunalski (obecnie drogi ekspresowej S8 i trasy europejskiej E67).
11 września 2007, w rocznicę wydarzeń z 1939, w Mszczonowie złożył wizytę prezydent Rzeczypospolitej Polskiej Lech Kaczyński, biorąc udział w uroczystościach upamiętniających zwycięstwo 31 Pułku Strzelców Kaniowskich. Prezydent przyznał pośmiertne odznaczenia dowódcy zwycięskiego 31 Pułku Strzelców Kaniowskich pułkownikowi Wincentemu Wnukowi, a także czterem osobom, które zginęły z rąk Niemców 11 września 1939.
28 czerwca 2008 dokonano uroczystego otwarcia kompleksu basenów geotermalnych.
21 listopada 2020 w Mszczonowie otwarto basen do nurkowania Deepspot - wówczas najgłębszy na świecie (45,4 m głębokości).

## Demografia

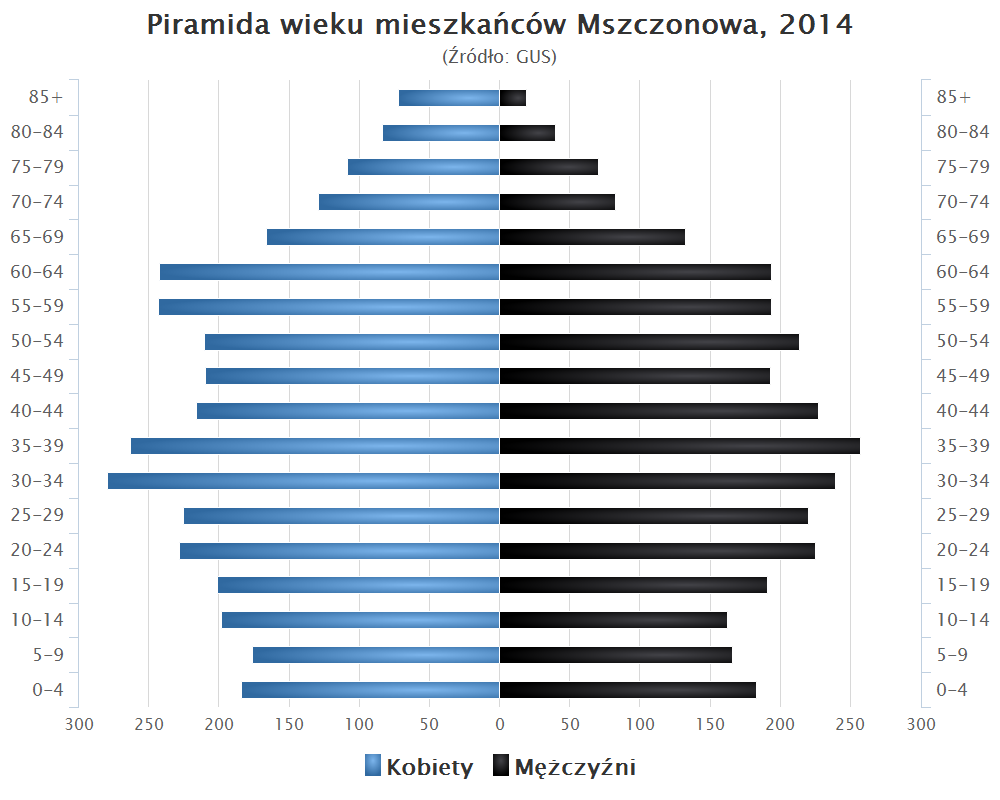
Piramida wieku mieszkańców Mszczonowa w 2014 roku

## Polityka

### Współpraca międzynarodowa

#### Miasta partnerskie
- Erding[13]
- Koczani[14]

## Architektura

### Zabytki
- Kościół pw. św. Jana Chrzciciela wybudowany w latach 1862–1886
- Dworek państwa Czarneckich z XIX wieku tzw. Kaflarnia
- Dwa cmentarze rzymskokatolickie
- Cmentarz żydowski z ohelem cadyka

## Religia

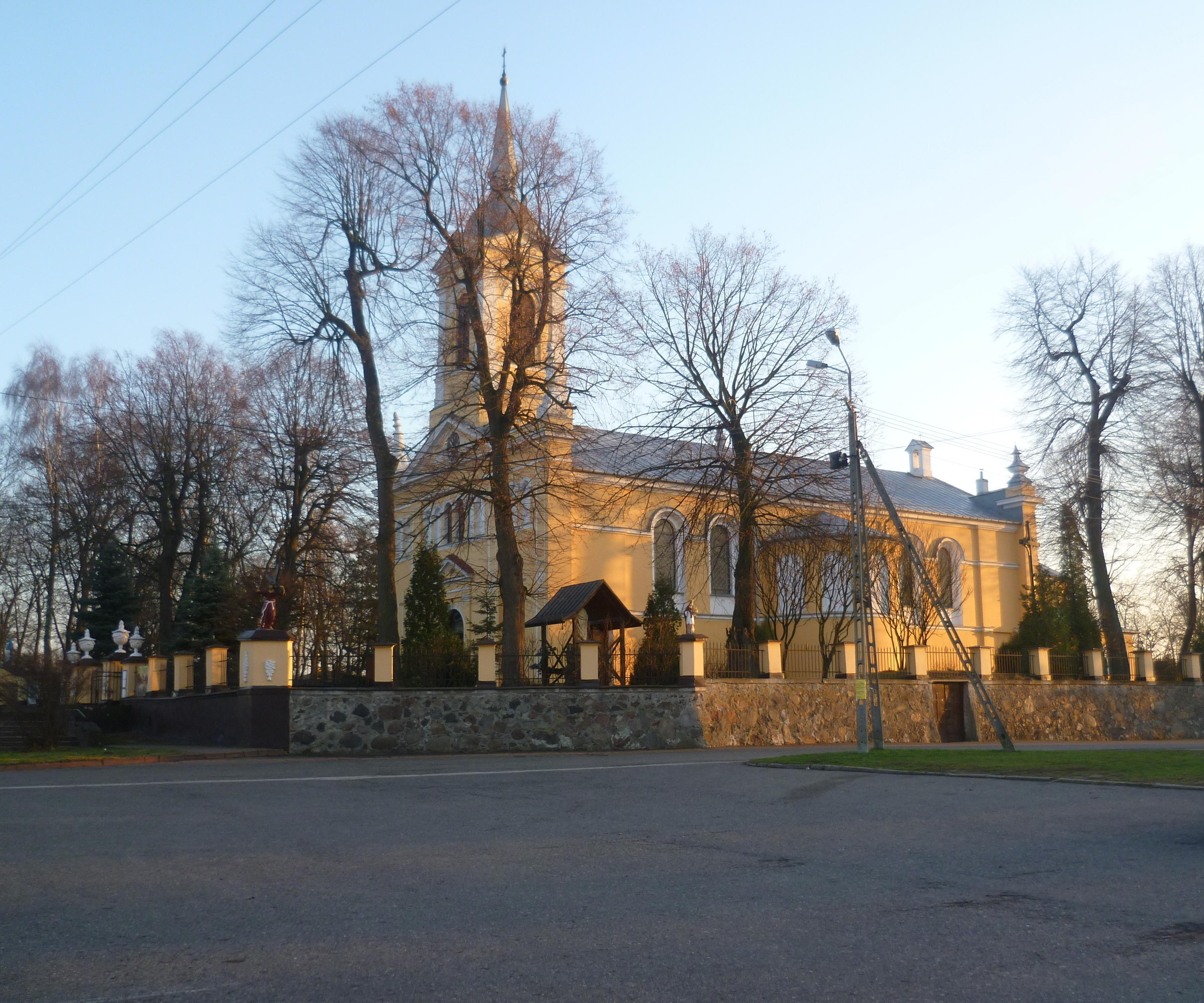
Kościół św. Jana Chrzciciela

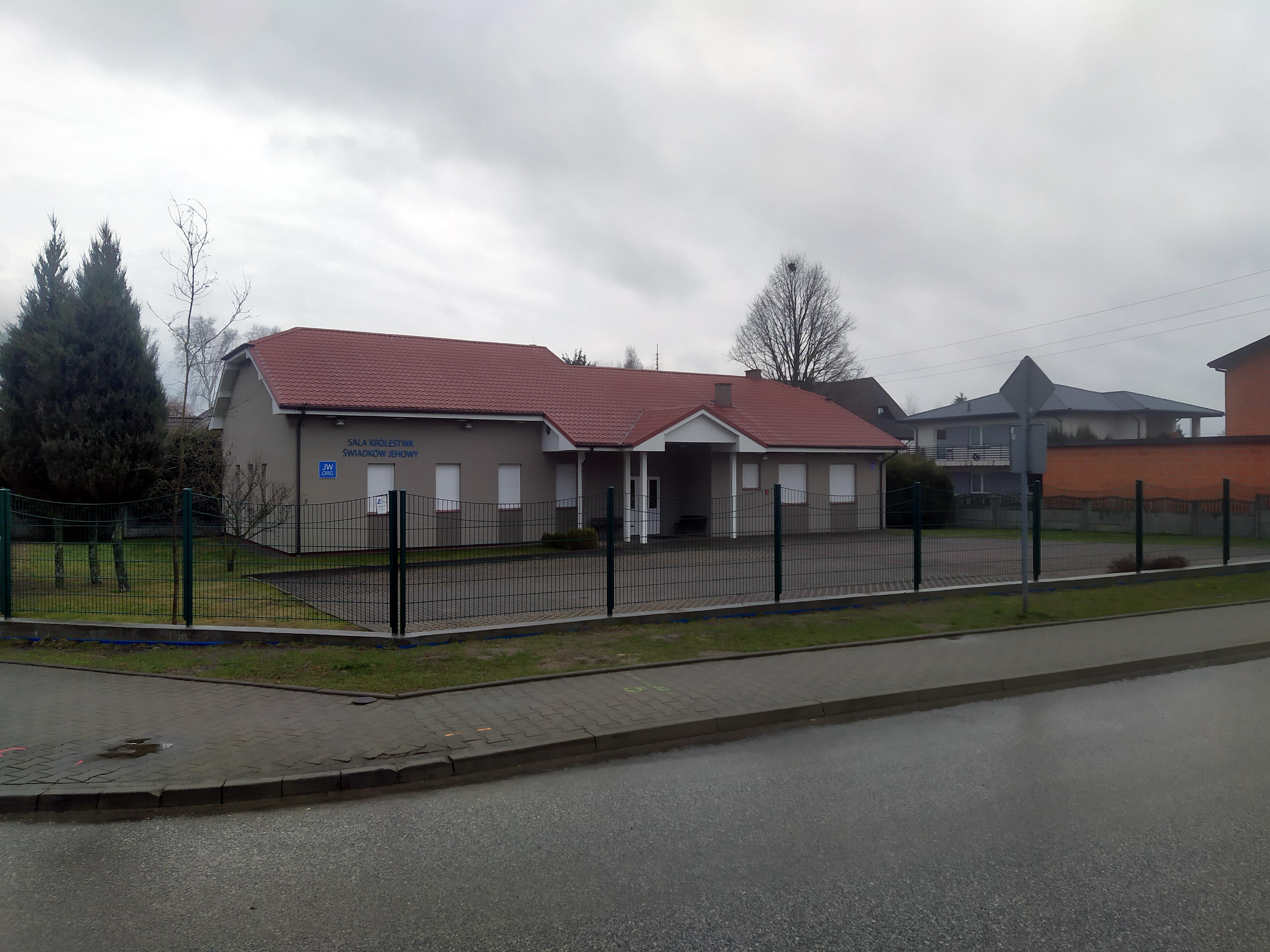
Sala Królestwa Świadków Jehowy w Mszczonowie

Na terenie Mszczonowa działalność religijną prowadzą następujące Kościoły i związki wyznaniowe:
- Kościół rzymskokatolicki:
  - parafia pw. św. Jana Chrzciciela (erygowana w XIII wieku)
  - parafia pw. św. Ojca Pio (erygowana 29 czerwca 2008) – planowana budowa świątyni
- Kościół Starokatolicki Mariawitów
  - wierni należą do parafii Trójcy Przenajświętszej w Lutkówce.
- Świadkowie Jehowy:
  - zbór Mszczonów (w tym grupa ukraińskojęzyczna) (Sala Królestwa ul. Sportowa 15)[15].
- Kościół Adwentystów Dnia Siódmego:
  - zbór w Mszczonowie
- Kościół Ewangeliczny[16]
- Polski Autokefaliczny Kościół Prawosławny
  - wierni należą do parafii św. Sofii Mądrości Bożej w Warszawie[17].

## Sport i rekreacja
W mieście, od 1957 roku, działa klub sportowy Mszczonowianka Mszczonów, którego największym sukcesem są występy w IV lidze.

## Burmistrzowie Mszczonowa (od 1990)
- Józef Grzegorz Kurek (27 maja 1990 - 4 stycznia 2025)
- Barbara Galicz (4 stycznia 2025 - 9 kwietnia 2025) - zastępca burmistrza pełniąca funkcję burmistrza
- Łukasz Koperski (od 9 kwietnia 2025)

## Osoby związane z Mszczonowem
- Stefan Krukowski
- Jan Adam Maklakiewicz
- Mieczysław Zdzienicki
- Jaakow Dawid Kalisz I